# Leptostelma
Leptostelma là một chi thực vật có hoa trong họ Cúc (Asteraceae).

## Loài
Chi Leptostelma gồm các loài: